# Ab illo tempore
Ab illo tempore è una locuzione latina che può essere tradotta "da tanto tempo", "da tempo immemorabile", o a volte "tanto tempo fa" o "a quel tempo".
Frequente l'uso di questa locuzione anche in italiano, per evidenziare un evento accaduto in un tempo passato, quasi remoto. 